# داليا سوفر
داليا سوفر (بالإنجليزية: Dalia Sofer)‏ (مواليد 1972، طهران في إيران)، هي كاتِبة وروائية أمريكية من أصول إيرانية.

## من مؤلفاتها
- رواية: «سبتمبر شيراز» (2007).
- «رجل وقتي» (2020).

## الجوائز
- جائزة PEN/Robert W. Bingham Prize
- جوائز وايتنج

## روابط خارجية
- داليا سوفر على موقع IMDb (الإنجليزية)